# Basoncopus filiformis
Basoncopus filiformis är en mångfotingart som beskrevs av Henrik Enghoff 1985. Basoncopus filiformis ingår i släktet Basoncopus och familjen tråddubbelfotingar. Inga underarter finns listade i Catalogue of Life.